# High Hopes (album de Bruce Springsteen)
Pour les articles homonymes, voir High Hopes.
Albums de Bruce Springsteen
Wrecking ball
(2012) Chapter and Verse
High Hopes est le 18e album de Bruce Springsteen enregistré en studio, paru le 14 janvier 2014. Le premier titre de l'album et sa vidéo, High Hopes, ont été diffusés le 25 novembre 2013 Cet album comprend la participation du E Street Band et du guitariste Tom Morello et d'anciens membres du E Street Band, Clarence Clemons et Danny Federici, tous deux décédés.

## Liste des chansons
Toutes les chansons sont écrites et composées par Bruce Springsteen, sauf indication contraire.
| No  | Titre                    | Auteur                   | Durée |
| --- | ------------------------ | ------------------------ | ----- |
| 1.  | High Hopes               | Tim Scott McConnell      | 4:57  |
| 2.  | Harry's Place            |                          | 4:04  |
| 3.  | American Skin (41 Shots) |                          | 7:23  |
| 4.  | Just Like Fire Would     | Chris Bailey             | 3:56  |
| 5.  | Down In The Hole         |                          | 4:59  |
| 6.  | Heaven's Wall            |                          | 3:50  |
| 7.  | Frankie Fell In Love     |                          | 2:48  |
| 8.  | This Is Your Sword       |                          | 2:52  |
| 9.  | Hunter Of Invisible Game |                          | 4:42  |
| 10. | The Ghost of Tom Joad    |                          | 7:33  |
| 11. | The Wall                 |                          | 4:20  |
| 12. | Dream Baby Dream         | - Martin Rev - Alan Vega | 5:00  |

## Édition limitée avec DVD bonus
Une édition limitée existe également : elle comprend un DVD bonus titré Born in the U.S.A. Live, enregistré en public le 30 juin 2013 au Queen Elizabeth Olympic Park de Londres durant la tournée Wrecking Ball, dans lequel le groupe joue dans l'ordre tous les morceaux de l'album Born in the U.S.A.

## Origine des chansons
Plusieurs chansons de  High Hopes sont des reprises, des nouvelles versions de chansons de Springsteen déjà enregistrées, ou des chansons précédemment enregistrées en studio mais jamais utilisées sur des disques.
- La chanson High Hopes a été enregistré initialement sur  Blood Brother (en).
- American Skin (41 Shots) a été écrite en 2000 en réponse à la mort de  Amadou Diallo. Une version live est présente sur Live in New York City
- La chanson The Ghost of Tom Joad est bien sûr présente sur l'album The Ghost of Tom Joad
- Harry's Place, a été écrite en 2001 et était initialement prévue pourThe Rising[2] de même que
- The Wall, chantée par Springsteen en concert entre 2003 et 2005[3], est une référence au Vietnam Veterans Memorial et aux amis de Springsteen et musiciens du New Jersey qui ne sont pas revenus de la guerre[4].
- Just Like Fire Would est une reprise du groupe de punk rock australien The Saints
- Dream Baby Dream est une reprise du groupe de  protopunk Suicide, parfois chantée par Springsteen en 2005, et publiée par Springsteen en version studio en septembre 2013 en hommage aux fans ayant assisté au Wrecking Ball Tour[5].

## Musiciens
| The E Street Band - Bruce Springsteen – chant, guitare, percussion (pistes 1, 3, 7), guitare basse (piste 6), percussion loop (piste 6), orgue (pistes 6, 7), synthetiseurs (pistes 6, 8, 12), piano (pistes 8, 12), banjo (pistes 5, 8), mandoline (pistes 7, 8, 12), vibraphone (piste 1), batterie (piste 11), harmonium (piste 12) - Roy Bittan – piano, orgue (piste 8) - Clarence Clemons – saxophone (pistes 2,5) - Danny Federici – orgue (pistes 5, 11) - Nils Lofgren – guitares, chœurs - Patti Scialfa – chœurs - Garry Tallent – guitare basse - Steven Van Zandt – guitares, chœurs - Max Weinberg – batterie (sauf pistes 8 et 11) | Additional musicians - Jake Clemons – saxophone, chœurs - Charles Giordano – orgue, accordéon, claviers - Ed Manion – saxophone - Tom Morello – guitare (pistes 1, 2, 3, 4, 6, 9, 10, 12), chant (piste 10) - Soozie Tyrell – violon, chœurs - Ron Aniello – batterie et percussion loops, guitare basse, synthétiseurs, guitare, 12–string guitare, percussion, orgue, farfisa orgue, accordéon, vibraphone - Sam Bardfeld – violon (pistes 6, 7, 8) - Everett Bradley – chœurs, percussion - Barry Danielian – trompette - Josh Freese – batteries (piste 8) - Clark Gayton – trombone, tuba - Stan Harrison – saxophone - Curtis King – chœurs - Cindy Mizelle – chœurs - Michelle Moore – chœurs - Curt Ramm – trompette, cornet - Evan Springsteen – chœurs (piste 5) - Jessica Springsteen – chœurs (piste 5) - Samuel Springsteen – chœurs (piste 5) |

## Accueil critique
Bien que l'accueil des fans ait été plutôt froid, l'accueil critique a été plutôt bon. Dans Rock & Folk, Thierry Saurat décrit l'album comme « Pas du tout des fonds de tiroir, mais un chouette recueil de nouvelles nées aux USA et un disque d'espoir et de désespoir». Dans Télérama, Hugo Cassavetti souligne que «Après le banal Working on a Dream et le plus satisfaisant mais dispensable Wrecking Ball, le Boss propose même son disque le plus puissant depuis un moment. Inégal, certainement, peu homogène, assurément, mais avec un lot important de titres marquants. »

## Classements
| Classement (2014)                  | Meilleure place |
| ---------------------------------- | --------------- |
| Allemagne (Media Control AG)       | 1               |
| Australie (ARIA)                   | 1               |
| Autriche (Ö3 Austria Top 40)       | 2               |
| Belgique (Flandre Ultratop)        | 1               |
| Belgique (Wallonie Ultratop)       | 2               |
| Canada (Canadian Albums Chart)     | 1               |
| Danemark (Tracklisten)             | 1               |
| Écosse (OCC)                       | 1               |
| Espagne (Promusicae)               | 1               |
| États-Unis (Billboard 200)         | 1               |
| États-Unis (Top Rock Albums)       | 1               |
| Finlande (Suomen virallinen lista) | 1               |
| France (SNEP)                      | 2               |
| Irlande (IRMA)                     | 1               |
| Italie (FIMI)                      | 1               |
| Norvège (VG-lista)                 | 1               |
| Nouvelle-Zélande (RIANZ)           | 1               |
| Pays-Bas (Mega Album Top 100)      | 1               |
| Portugal (AFP)                     | 4               |
| Royaume-Uni (UK Albums Chart)      | 1               |
| Suède (Sverigetopplistan)          | 1               |
| Suisse (Schweizer Hitparade)       | 1               |